# Бекман, Йохан
Эркки Йо́хан Бе́кман (фин. Erkki Johan Bäckman; 18 мая 1971, Порвоо, Финляндия) — финский и российский общественно-политический деятель, публицист, пророссийский пропагандист.

## Биография
Й. Э. Бекман родился в 1971 году в финском городе Порвоо в обычной финской семье. В 1991—1992 году проходил военную службу в оборонительных силах Финляндии и получил в генштабе спецобучение военного пропагандиста. В 1998 году окончил факультет государствоведения Хельсинкского университета. В 1995—2001 годах работал научным сотрудником в криминологическом отделе научно-исследовательского института правовой политики при министерстве юстиции Финляндии.
В 2000 году в Санкт-Петербурге основал научно-исследовательский центр и издательство «Институт Йохана Бекмана», специализирующийся на исследовании советско-финских военных конфликтов и истории российско-финских отношений. В 2004 году законодательным собранием города Санкт-Петербурга награждён литературной премией им. маршала Говорова. В 2006 году успешно защитил докторскую диссертацию на факультете государствоведения университета г. Хельсинки, получив звание доктора общественно-политических наук. Тема его докторской диссертации: криминологические аспекты организованной преступности. В 2007 году опубликовал книгу «Финляндия, кровью Анны Политковской умытая», в которой расценил мировые и, в частности, финляндские протесты против убийства Анны Политковской как повод для агрессивной антироссийской кампании. В 2008 году стал доцентом социологии права в университете г. Хельсинки, а также доцентом криминологии в университетах Турку и Восточной Финляндии.
В 2008 году опубликовал книгу «Бронзовый солдат» о событиях «бронзовой ночи» Эстонии и основал «Антифашистский комитет Финляндии», став его председателем. В 2009-м году объявлен спецслужбами Эстонской Республики «персоной нон грата» как человек «опасный для государственной безопасности» этой страны. До 2012 года преподавал в университетах Хельсинки и Йоэнсуу, специализируясь на криминологии, социологии права (социологическая юриспруденция) и политической истории. В университете Хельсинки работал доцентом социологии права, в университете Йоэнсуу — доцентом криминологии. В 2012 году был уволен. 
21 октября 2024 года президент России Владимир Путин подписал указ о принятии Йохана Бекмана в гражданство РФ.

## Претензии к диссертации
Защитил кандидатскую работу с названием Itämafia («Восточная мафия»). Высшая полицейская школа опубликовала работу в 2006 году. В работе утверждается, что криминальная угроза с востока для Финляндии невелика, преступность в России меньше, чем в Финляндии, ставится под сомнение само понятие организованная преступность — это, мол, выдумка журналистов. В резюме сказано, что источниками для работы послужили 113 интервью специалистов, взятых в 1996—2001 годах у сотрудников полиции и других служб Финляндии, Эстонии и России (все источники анонимные), а также документы, газетные статьи и статистика. 7 ноября 2012 года передача MTV3 45 минут обратила внимание на то, что никто, кроме автора работы, не видел источников информации. Бекман отверг обвинения как полностью безосновательные и настаивал, что источники нельзя оглашать. Он обвинил журналистов в оскорблении чести и достоинства. Университет Хельсинки потребовал раскрытия источников информации. 9 ноября Бекман опубликовал список 40 чиновников, которые давали ему интервью. Он заявил, что у него имеются тексты интервью. Журналисты опросили респондентов из списка. Бывший глава службы безопасности Сеппо Титинен, специалист по теневой экономике Маркку Хирвонен и большинство других не смогли вспомнить интервью с Бекманом, но не смогли и отрицать такую возможность. Официального разрешения на работу с архивом службы безопасности Бекман не запрашивал. Четверо вспомнили, что беседа имела место.
Оппонентом Бекмана на защите был в 2006 году Маркку Кивинен. В качестве примера того, как финская пресса преувеличивает криминал в России, Бекман приводит понятие тамбовская мафия. «Лишь когда мне дадут телефонный номер этой мафии, я поверю, что она существует», заявил Бекман на защите. Другой криминальный эпизод, рассмотренный в работе, — случайное ранение в перестрелке дипломата Олли Перхеентупа (англ. Olli Perheentupa). Он получил лёгкие ранения дробью в руку и голову из дробовика, как говорится в милицейском протоколе. Это произошло при выходе из гостиницы Европа в 1996 году. В архивах Helsingin Sanomat имеется единственное маленькое сообщение о «небольшом взрыве и перестрелке», в архиве Ilta Sanomat про этот случай нет ничего. В кандидатской работе же утверждается, что никакого ранения не было вовсе, а этот случай хорошо показывает, как медиа в Финляндии преувеличивают преступность в России. В дипломата не стреляли, в него попал мусор. На защите Бекман уточнил: «Я живу в Петербурге много лет, там постоянно разный мусор в воздухе летает. Может быть даже с цветочный горшок размером». Когда же оппонент Кивинен спросил, как же быть с рентгеновскими снимками, где явно видна дробь, Бекман ответил без сомнения: «Перхеентупа лжёт». Неожиданно Кивинен перестал задавать вопросы и одобрил работу.
29 ноября 2012 года было обнародовано заявление канцлера Хельсинкского университета Илкки Нийнилуото, в котором он сообщил о том, что после проведённой проверки в диссертации не выявлено неясностей и «на основе предоставленных Бекманом разъяснений и материалов диссертации нет оснований сомневаться в их подлинности», а потому нет оснований для дальнейшего расследования.

## Общественная деятельность
Стал известен в Эстонии благодаря книге «Бронзовый солдат — фон и содержание споров вокруг памятника в Эстонии» (фин. Pronssisoturi – Viron patsaskiistan tausta ja sisältö). В книге рассматриваются история Эстонии во время Второй мировой войны, финское и эстонское сотрудничество с нацистской Германией, а также действия эстонских властей из-за переноса Бронзового солдата. Бекман утверждает, что Эстония не имеет будущего как независимое государство. Книга была встречена критикой со стороны ряда государственных деятелей. Депутат Рийгикогу Тривими Веллисте назвал книгу «частью информационной войны против Эстонии». Негативно отозвался о книге комиссар полиции безопасности Андрес Кахар. Несколько эстонских и финских общественных деятелей направили ректору Хельсинкского университета открытое письмо с осуждением книги, оценив её как «враждебную пропаганду, направленную против государства и его народа». По словам Бекмана, после выхода книги в его адрес поступали анонимные угрозы расправы.
В 2002 году издательство Бекмана выпустило книгу российского историка Николая Барышникова «Блокада Ленинграда и Финляндия. 1941−1944» (Санкт-Петербург; Хельсинки: Johan Beckman Institute, 2002), рассказывающую о роли Финляндии в блокаде Ленинграда во время Второй мировой войны. По мнению, которое расходится с господствующим в историографии направлением, финская сторона имела агрессивные устремления и планировала уничтожение Ленинграда. Презентация, на которой присутствовали финские эксперты и министр иностранных дел Финляндии, состоялась в Хельсинкском университете. Книга вызвала неоднозначную реакцию финских историков, против одного из оппонентов Бекман подал судебный иск. Как заявил сам Бекман в интервью изданию «Эксперт», «для финнов психологически очень трудно признать, что Финляндия практически являлась союзником фашистской Германии во Второй мировой войне. Им не хотелось бы говорить об этом». Хельсинкский университет заявил, что Йохан Бекман не представляет позицию университета по истории Эстонии, выступая перед общественностью как частное лицо.

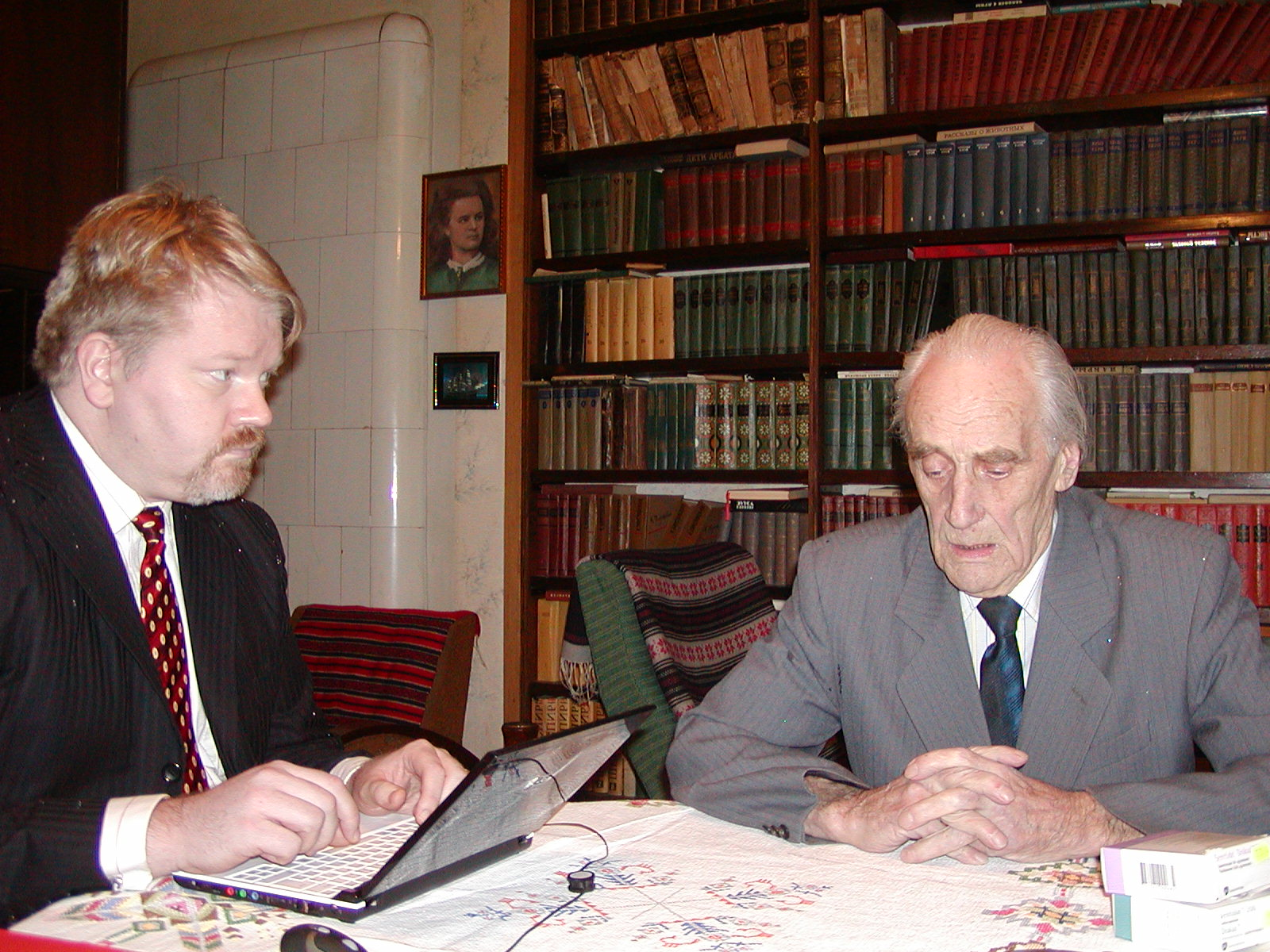
Йохан Бекман и Арнольд Мери, 2008 год

Бекман выступал в защиту Арнольда Мери, против которого в августе 2007 года прокуратурой Эстонии было возбуждено уголовное дело по обвинению в организации и участии в депортации жителей острова Хийумаа в марте 1949 года.
Сотрудничает с общественной организацией Латвийский антифашистский комитет.
В 2009 году Йохану Бекману было отказано во въезде в порт Таллина властями Эстонии. Бекман планировал принять участие в семинаре со своими единомышленниками из движения «Ночной дозор», и в акциях протеста. Представитель Министерства внутренних дел Эстонии подтвердила, что он объявлен персоной нон грата, министр внутренних дел Юри Пихл указом от 24 апреля ввёл временный запрет на его въезд. Точные причины запрета на въезд не были озвучены со ссылкой на Закон о защите персональных данных (Personal Data Protection Act). Сам Бекман расценил данный отказ как нежелание слышать правду о своей истории.
В июне 2009 года Бекман являлся кандидатом на выборах в Европейский парламент по списку Рабочей партии Финляндии. Он проиграл, получив 554 голоса.
В октябре 2009 года он подал в Таллинский административный суд иск против Юри Пихла, на тот момент уже бывшего министра внутренних дел Эстонии, с требованием признать неправомерным временный запрет на въезд в Эстонию.. Суд не удовлетворил иск Бекмана.
Бекман был активным комментатором для прессы инцидентов с детьми российско-финляндских семей. В июле 2010 года Бекман обратился через СМИ к российским властям, предложив инициировать соглашение с Финляндией, которое бы защитило права детей в смешанных браках и их родителей — россиян.
29 июля 2014 года Бекман был назначен официальным представителем самопровозглашённой Донецкой Народной Республики в Финляндии.

### Уголовное дело
В марте 2016 года полиция Финляндии начала предварительное следствие по делу Йохана Бекмана и главреда сетевого издания MV-lehti Ильи Яницкина и их действий, направленных против одного из журналистов Yle. В итоге было возбуждено уголовное дело в отношении нескольких лиц, одним из обвиняемых стал Бекман. 19 октября 2018 года Уездный суд города Хельсинки назначил Яницкину 22 месяца лишения свободы (реально), а Бекману 1 год лишения свободы условно. Также Бекману был назначен штраф. Бекман получил наказание за оскорбление чести и достоинства и публикацию личных данных финской журналистки Джессики Аро, которую он обвинял в работе на спецслужбы и употреблении наркотиков.

## Взгляды
Главными угрозами для человечества Бекман считает:
..исламистский терроризм, террор атлантистов против Сербии, политику апартеида в Эстонии, Латвии..

## Отзывы и критика
Норвежский криминолог Нильс Кристи называл Бекмана «наиболее авторитетным из скандинавских специалистов» по российской организованной преступности.
Газета Коммерсантъ оценила Бекмана, как посвятившего свою жизнь защите имиджа России за рубежом:
"…Йохан Бекман возглавляет созданный им же Антифашистский комитет Финляндии, борющийся в основном с очернением в финских СМИ светлого образа России и пугающий саму Россию нарастанием в Финляндии реваншистских настроений: по утверждениям Бекмана, многие в Финляндии хотели бы отхватить кусок пожирнее от исконно русской Карелии.
По сообщениям газеты Eesti Päevaleht, группа деятелей культуры и политиков из Эстонии и Финляндии направили ректору Хельсинкского университета открытое письмо, в котором приравнивают Йохана Бекмана к отрицателям Холокоста и ставят под сомнение его компетентность как преподавателя Хельсинкского университета. Авторы письма утверждают, что своими заявлениями Бекман распространяет враждебную по отношению к Эстонии пропаганду.
«…Публичные заявления Бекмана не являются лишь его мнением. То, что Бекман подвергает сомнению право существования эстонского государства и называет Эстонию частью России можно расценить как враждебную пропаганду, направленную против государства и народа…», — пишут тринадцать эстонских и финских общественных деятелей.
Журналист шведской газеты «Sydsvenska Dagbladet» Калле Книйвиля обвиняет Бекмана в лживых ссылках на статистику, отмечая при этом, что в Финляндии его «никто всерьёз не воспринимает».
Эстонский журналист Хейки Сууркаск считает организацию «Финляндский антифашистский комитет» сталинистской организацией.

## Награды и звания
- Почётный знак Главы региона «За вклад в развитие Республики Карелия» (2022 год, Республика Карелия, Россия)[42]
- Орден Дружбы (2017 год, ДНР)[43]
- Лауреат высшей юридической премии России «Фемида» (2013)[44]
- Лауреат литературной премии Союза писателей России «Полярная звезда» (2012)[45]
- Лауреат литературной премии им. маршала Говорова.[46]
- Награждён Благодарственным письмом уполномоченного по правам ребёнка РФ П. А. Астахова «за активную позицию во вопросах защиты русскоязычных семей и детей в Финляндии и помощь нашим соотечественникам, попавшим в сложную жизненную ситуацию за рубежом».

## Семья
Жена Бекмана — филолог, преподаватель русского языка и литературы. У Бекмана трое детей.
В начале 2000-х годов Бекман несколько лет вёл судебный спор об опекунстве ребёнка со своей бывшей русскоязычной подругой родом из Советского Союза. Бекман хотел отсудить у матери дочь, однако финский суд оставил дочь матери.

## Произведения
- Venäjän organisoitu rikollisuus. Oikeuspoliittisen tutkimuslaitoksen julkaisuja 137. Helsinki: Oikeuspoliittinen tutkimuslaitos, 1996. ISBN 951-704-191-8.
- Liikkeenjohto Venäjän muutoksessa. Ekonomia-sarja. Helsinki: WSOY, 1997. ISBN 951-0-21672-0.
- The inflation of crime in Russia: The social danger of the emerging markets. Oikeuspoliittisen tutkimuslaitoksen julkaisuja / Publication 150. Helsinki: National Research Institute of Legal Policy, 1998. ISBN 951-704-211-6. (englanniksi)
- «Sudella on sata tietä…»: Pietarin organisoitu rikollisuus Venäjän rikosoikeuskulttuurin kehyksessä. Oikeuspoliittisen tutkimuslaitoksen julkaisuja 166. Helsinki: Oikeuspoliittinen tutkimuslaitos, 1999. ISBN 951-704-240-X.
- (toim.): Entäs kun tulee se yhdestoista? Suomettumisen uusi historia. Helsinki: WSOY, 2001. ISBN 951-0-25654-4.
- Itämafia: Uhkakuvapolitiikka, rikosilmiöt ja kulttuuriset merkitykset. Väitöskirja, Helsingin yliopisto. Poliisiammattikorkeakoulun tutkimuksia 25. Espoo: Poliisiammattikorkeakoulu, 2006. ISBN 951-815-1121.
- Saatana saapuu Helsinkiin: Anna Politkovskajan murha ja Suomi. 2. painos 2007. Helsinki: Russia Advisory Group, 2007. ISBN 978-952-99785-1-9.
- Pronssisoturi — Viron patsaskiistan tausta ja sisältö. Tarbeinfo, 2008. ISBN 978-9985-9721-7-5.
- ГЕОПОЛИТИКА ФАЛЬСИФИКАЦИИ ИСТОРИИ ВТОРОЙ МИРОВОЙ ВОЙНЫ

## Книги издательства Johan Beckman Institute
- Нисканен Пертти. Ryssävihalla Brysseliin. (на финском языке). 2003. ISBN 952-5412-17-2
- Контула Осмо. Преступность во время чрезвычайных ситуаций. 2001. ISBN 952-5412-04-0
- Ранкур-Лаферье Даниель. Stalinin psyyke. (на финском языке). 2004. ISBN 952-5412-05-9
- Киннунен Аарне. Хозяева, батраки и наркоманы. Рынки сбыта наркотиков и связанная с ними преступность в Хельсинки. 2001. ISBN 952-5412-02-4
- Преступления, связанные с платежными картами. 2001. ISBN 952-5412-01-6
- Venäläinen sauna. (на финском языке). 2003. ISBN 952-5412-19-9
- Барышников Н., Барышников В. Рождение и крах «Терийокского правительства» (1939—1940 гг). 2003. ISBN 952-5412-09-1
- Преступления против жизни в Финляндии. 2001. ISBN 952-5412-00-8

### Интервью
- Пал миф о Маннергейме — «спасителе Ленинграда» // Парламентская газета, № 53 (1182), 22 марта 2003
- Финская мистерия (недоступная ссылка) // Радио России, 13 марта 2007
- Возможно, у Йохана Бэкмана нет чувства юмора?
- Выродившаяся нация, у которой нет будущего
- Поколение новое — предрассудки старые
- Йохан Бекман: «Финнов можно считать российскими соотечественниками» // «Окно в Россию», 5 апреля 2012